# Polybotrya insularis
Polybotrya insularis är en träjonväxtart som beskrevs av A. Rojas. Polybotrya insularis ingår i släktet Polybotrya och familjen Dryopteridaceae. Inga underarter finns listade.